# 19787 Betsyglass
19787 Betsyglass è un asteroide della fascia principale. Scoperto nel 2000, presenta un'orbita caratterizzata da un semiasse maggiore pari a 2,7242220 UA e da un'eccentricità di 0,0755614, inclinata di 5,97770° rispetto all'eclittica.